# Direktion City
Direktion City ist eine vom Sender Freies Berlin produzierte Krimiserie, die in den Jahren 1976 bis 1982 von den Regionalsendern der ARD das erste Mal ausgestrahlt wurde. Beamte des Kriminaldauerdienstes der Berliner Polizeidirektion City ermitteln und klären auf.

## Handlung
Die Kriminalserie schildert die Erlebnisse der Beamten der Polizeidirektion 3 oder auch Polizeidirektion City in der (West-)Berliner Innenstadt. Dieter Seifert und Schichtleiter Bertram bilden gemeinsam ein Streifenteam. Ihre Kollegen sind Peter Drawinsky, Zivilfahnder Django und Der Dicke. Sie klären ihre Fälle in einem Revier voller Nachtclubs und Bars, Restaurants und Hotels, Kinos und Theater, Spielsalons, Sexshops und Drogenclubs. Nährstoff für Verbrechen findet sich hier genug, so dass die Ermittler oft rund um die Uhr im Einsatz sind.

## Hintergrund
Die englische Erfolgsserie Task Force Police  diente als Vorbild für Direktion City. Der Berliner Großstadtalltag wurde möglichst realistisch geschildert, auf Gewaltanwendung wurde weitgehend verzichtet und der lokale Dialekt kam nicht zu kurz. Da die Serie beim Publikum sehr erfolgreich war, wurde über die ursprünglich geplanten Folgen hinaus produziert.

## Schauspieler und Rollen (Auswahl)
Neben den in der folgenden Tabelle gezeigten Schauspielern hatten unter anderen Peter Seum, Heinz Hoenig, Anita Kupsch, Erika Rehhahn, Günter Pfitzmann, Ralf Wolter, Christian Kohlund, Diether Krebs und Hildegard Krekel Gastauftritte.
| Schauspieler        | Rolle                          | Folgen |
| ------------------- | ------------------------------ | ------ |
| Heinz Theo Branding | Big Boß Kaiser                 | 5      |
| Otto Czarski        | Polizeioberkommissar Friedberg | 16     |
| Gerd Duwner         | Der Dicke                      | 27     |
| Gundi Ellert        | Petra Danzig                   | 6      |
| Rita Engelmann      | Frau Seifert                   | 6      |
| Dieter B. Gerlach   | Hotte                          | 16     |
| Claus Jurichs       | Tommy Wolter                   | 5      |
| Ulli Kinalzik       | Dieter Seifert                 | 33     |
| Helmut Krauss       | Django Fiebig                  | 16     |
| Randolf Kronberg    | Müller                         | 14     |
| Andreas Mannkopff   | Peter Drawinski                | 33     |
| Hans-Helmut Müller  | Polizist                       | 21     |
| Joachim Nottke      | Dietrichsen                    | 5      |
| Heinz Petruo        | Einsatzleiter Kalweit          | 7      |
| Joachim Pukaß       | Kriminaloberrat Schenkendorf   | 10     |
| Knut Reschke        | Suri                           | 11     |
| Joachim Röcker      | Schürenberg                    | 15     |
| Klaus Sonnenschein  | Kriposchichtleiter Bertram     | 28     |

## Episoden

### Staffel 1
| Folge | Titel                   | Erstausstrahlung   |
| ----- | ----------------------- | ------------------ |
| 1     | Die erste Nacht         | 13. September 1976 |
| 2     | Eigensicherung          | 20. September 1976 |
| 3     | Omas Liebling           | 27. September 1976 |
| 4     | Der Fehlgriff           | 4. Oktober 1976    |
| 5     | Gefährliches Rendezvous | 18. Oktober 1976   |
| 6     | Nächtliches Interview   | 25. Oktober 1976   |
| 7     | Die Unvollendete        | 1. November 1976   |
| 8     | Leichenfund             | 8. November 1976   |
| 9     | Armer Gigolo            | 15. November 1976  |
| 10    | Name: ohne              | 22. November 1976  |
| 11    | Die Banklady            | 29. November 1976  |
| 12    | Kleine Fische           | 6. Dezember 1976   |
| 13    | Kein Heimspiel          | 13. Dezember 1976  |

### Staffel 2
| Folge | Titel                  | Erstausstrahlung  |
| ----- | ---------------------- | ----------------- |
| 14    | Die Maschen des Netzes | 31. Oktober 1977  |
| 15    | Klimperkutte           | 7. November 1977  |
| 16    | Anweisung per Telefon  | 14. November 1977 |
| 17    | Gold-Opa               | 21. November 1977 |
| 18    | Kinderfreunde          | 28. November 1977 |
| 19    | Auf Freiersfüßen       | 5. Dezember 1977  |
| 20    | Heiße Puppen           | 12. Dezember 1980 |

### Staffel 3
| Folge | Titel                      | Erstausstrahlung  |
| ----- | -------------------------- | ----------------- |
| 21    | Liebe deinen Nächsten      | 6. Oktober 1980   |
| 22    | Ein grüner Pudel           | 13. Oktober 1980  |
| 23    | Mamaspiele                 | 27. Oktober 1980  |
| 24    | Schrank siebzehn           | 3. November 1980  |
| 25    | Galadiner                  | 17. November 1980 |
| 26    | Potato                     | 24. November 1980 |
| 27    | Aufs falsche Pferd gesetzt | 1. Dezember 1980  |
| 28    | Falsche Töne               | 8. Dezember 1980  |

### Staffel 4
| Folge | Titel               | Erstausstrahlung |
| ----- | ------------------- | ---------------- |
| 29    | Komme Sonnabend     | 26. April 1982   |
| 30    | Das Wunschkind      | 3. Mai 1982      |
| 31    | Augen rechts        | 10. Mai 1982     |
| 32    | In den Sand gesetzt | 17. Mai 1982     |
| 33    | Brand in 18         | 24. Mai 1982     |

## DVD-Veröffentlichung
Pidax veröffentlichte am 12. Februar 2016 die ersten 22 Folgen in zwei Boxen zu je elf Folgen. Am 24. Juni 2016 erschien eine weitere Box mit den Folgen 23 bis 33.